# Lampsilis
Lampsilis је род слатководних шкољки из породице Unionidae, речне шкољке.

## Врсте
Врсте у оквиру рода Psoronaias:
- Lampsilis abrupta, (Say, 1831), (pink mucket)
- Lampsilis binominata, Simpson, 1900, (lined pocketbook)
- Lampsilis bracteata, (Gould, 1855), (exas fatmucket)
- Lampsilis cardium, Rafinesque, 1820, (plain pocketbook)
- Lampsilis cariosa, (Say, 1817), (yellow lampmussel)
- Lampsilis dolabraeformis, (Lea, 1838), (Altamaha pocketbook)
- Lampsilis fasciola, Rafinesque, 1820, (Wavy-rayed Lampmussel)
- Lampsilis floridensis, (Lea, 1852), (Florida Sandshell)
- Lampsilis fullerkati, R.I. Johnson, 1984, (Waccamaw fatmucket)
- Lampsilis higginsii, (Lea, 1857), (Higgins' eye pearly mussel)
- Lampsilis hydiana, (Lea, 1838), (Louisiana fatmucket)
- Lampsilis ornata, (Conrad, 1835), (southern pocketbook)
- Lampsilis ovata, (Say, 1817), (pocketbook)
- Lampsilis powellii, (Lea, 1852), (Arkansas fatmucket)
- Lampsilis radiata, (Gmelin, 1791), (Eastern lampmussel)
- Lampsilis rafinesqueana, Frierson, 1927, (Neosho mucket)
- Lampsilis reeveiana, (Lea, 1852), (Arkansas broken-ray)
- Lampsilis satura, (Lea, 1852), (sandbank pocketbook)
- Lampsilis siliquoidea, (Barnes, 1823), (Fatmucket Clam)
- Lampsilis splendida, (Lea, 1838), (rayed pink fatmucket)
- Lampsilis straminea, (Conrad, 1834), (Rough fatmucket)
- Lampsilis streckeri, Frierson, 1927, (speckled pocketbook)
- Lampsilis teres, (Rafinesque, 1820), (Yellow shandshell)
- Lampsilis virescens, (Lea, 1858), (Alabama lamp naiad)

## Галерија
- Lampsilis ovata
- Lampsilis fasciola